# Davyna
La davyna és un mineral de la classe dels silicats que pertany al grup de la cancrinita. Rep el nom en honor de Sir Humphry Davy (17 de desembre de 1778 - 29 de maig de 1829), químic anglès, el primer que va aïllar els elements: potassi, sodi, calci, estronci, bari, magnesi i bor.

## Característiques
La davyna és un silicat de fórmula química (Na,K)₆Ca₂(Al₆Si₆O₂₄)(Cl₂,SO₄)₂. Cristal·litza en el sistema hexagonal. La seva duresa a l'escala de Mohs es troba entre 5,5 i 6.
Segons la classificació de Nickel-Strunz, la davyna pertany a «09.FB - Tectosilicats sense H₂O zeolítica amb anions addicionals» juntament amb els següents minerals: afghanita, bystrita, cancrinita, cancrisilita, franzinita, giuseppettita, hidroxicancrinita, liottita, microsommita, pitiglianoïta, quadridavyna, sacrofanita, tounkita, vishnevita, marinellita, farneseïta, alloriïta, fantappieïta, cianoxalita, balliranoïta, carbobystrita, depmeierita, kircherita, bicchulita, danalita, genthelvita, haüyna, helvina, kamaishilita, lazurita, noseana, sodalita, tsaregorodtsevita, tugtupita, marialita, meionita i silvialita.

## Formació i jaciments
Va ser descoberta al mont Somma, situat al complex volcànic Somma-Vesuvi, a la província de Nàpols (Campània, Itàlia). Ha estat descrita en altres indrets tant de la regió de Campània, com de les de Laci i Toscana. Fora d'Itàlia també ha estat descrita en diverses localitats alemanyes i a l'Egipte.